# شهرستان اوکیچوبی (فلوریدا)
شهرستان اوکیچوبی، فلوریدا (به انگلیسی: Okeechobee County, Florida) یک سکونتگاه مسکونی در ایالات متحده آمریکا است که در فلوریدا واقع شده‌است.

## خصوصیات
شهرستان اوکیچوبی ۲٬۳۱۰٫۲۸ کیلومترمربع مساحت دارد.